# Невська тема
Не́вська те́ма — тема в шаховій композиції. Суть теми — розв'язана чорна фігура утворює, як мінімум, два варіанти гри з матуючими ходами білих, які в інших фазах були загрозами.

## Історія
Цю ідею запропонував у 1981 році російський шаховий композитор Яків Россомахо (04.11.1935).
Білі в рішенні розв'язують чорну фігуру, яка робить щонайменше два тематичних ходи, на які білі відповідають оголошенням мату. Ці матуючі ходи білих повинні бути в інших фазах загрозами.
Ідея дістала назву — невська тема, їй дав ім'я Я. Россомахо з Санкт-Петербургу на честь річки Нева, на берегах якої стоїть це місто.
|   | a | b | c | d | e | f | g | h |   |
| 8 | c8 чорна тура · d8 чорна тура · e8 білий слон · e7 білий слон · h7 чорний слон · c6 білий ферзь · d6 чорний кінь · a5 білий кінь · b5 чорний пішак · b4 чорний король · d4 білий пішак · d3 біла тура · e3 чорний пішак · b2 білий кінь · c2 білий король · a1 біла тура | c8 чорна тура · d8 чорна тура · e8 білий слон · e7 білий слон · h7 чорний слон · c6 білий ферзь · d6 чорний кінь · a5 білий кінь · b5 чорний пішак · b4 чорний король · d4 білий пішак · d3 біла тура · e3 чорний пішак · b2 білий кінь · c2 білий король · a1 біла тура | c8 чорна тура · d8 чорна тура · e8 білий слон · e7 білий слон · h7 чорний слон · c6 білий ферзь · d6 чорний кінь · a5 білий кінь · b5 чорний пішак · b4 чорний король · d4 білий пішак · d3 біла тура · e3 чорний пішак · b2 білий кінь · c2 білий король · a1 біла тура | c8 чорна тура · d8 чорна тура · e8 білий слон · e7 білий слон · h7 чорний слон · c6 білий ферзь · d6 чорний кінь · a5 білий кінь · b5 чорний пішак · b4 чорний король · d4 білий пішак · d3 біла тура · e3 чорний пішак · b2 білий кінь · c2 білий король · a1 біла тура | c8 чорна тура · d8 чорна тура · e8 білий слон · e7 білий слон · h7 чорний слон · c6 білий ферзь · d6 чорний кінь · a5 білий кінь · b5 чорний пішак · b4 чорний король · d4 білий пішак · d3 біла тура · e3 чорний пішак · b2 білий кінь · c2 білий король · a1 біла тура | c8 чорна тура · d8 чорна тура · e8 білий слон · e7 білий слон · h7 чорний слон · c6 білий ферзь · d6 чорний кінь · a5 білий кінь · b5 чорний пішак · b4 чорний король · d4 білий пішак · d3 біла тура · e3 чорний пішак · b2 білий кінь · c2 білий король · a1 біла тура | c8 чорна тура · d8 чорна тура · e8 білий слон · e7 білий слон · h7 чорний слон · c6 білий ферзь · d6 чорний кінь · a5 білий кінь · b5 чорний пішак · b4 чорний король · d4 білий пішак · d3 біла тура · e3 чорний пішак · b2 білий кінь · c2 білий король · a1 біла тура | c8 чорна тура · d8 чорна тура · e8 білий слон · e7 білий слон · h7 чорний слон · c6 білий ферзь · d6 чорний кінь · a5 білий кінь · b5 чорний пішак · b4 чорний король · d4 білий пішак · d3 біла тура · e3 чорний пішак · b2 білий кінь · c2 білий король · a1 біла тура | 8 |
| 7 | c8 чорна тура · d8 чорна тура · e8 білий слон · e7 білий слон · h7 чорний слон · c6 білий ферзь · d6 чорний кінь · a5 білий кінь · b5 чорний пішак · b4 чорний король · d4 білий пішак · d3 біла тура · e3 чорний пішак · b2 білий кінь · c2 білий король · a1 біла тура | c8 чорна тура · d8 чорна тура · e8 білий слон · e7 білий слон · h7 чорний слон · c6 білий ферзь · d6 чорний кінь · a5 білий кінь · b5 чорний пішак · b4 чорний король · d4 білий пішак · d3 біла тура · e3 чорний пішак · b2 білий кінь · c2 білий король · a1 біла тура | c8 чорна тура · d8 чорна тура · e8 білий слон · e7 білий слон · h7 чорний слон · c6 білий ферзь · d6 чорний кінь · a5 білий кінь · b5 чорний пішак · b4 чорний король · d4 білий пішак · d3 біла тура · e3 чорний пішак · b2 білий кінь · c2 білий король · a1 біла тура | c8 чорна тура · d8 чорна тура · e8 білий слон · e7 білий слон · h7 чорний слон · c6 білий ферзь · d6 чорний кінь · a5 білий кінь · b5 чорний пішак · b4 чорний король · d4 білий пішак · d3 біла тура · e3 чорний пішак · b2 білий кінь · c2 білий король · a1 біла тура | c8 чорна тура · d8 чорна тура · e8 білий слон · e7 білий слон · h7 чорний слон · c6 білий ферзь · d6 чорний кінь · a5 білий кінь · b5 чорний пішак · b4 чорний король · d4 білий пішак · d3 біла тура · e3 чорний пішак · b2 білий кінь · c2 білий король · a1 біла тура | c8 чорна тура · d8 чорна тура · e8 білий слон · e7 білий слон · h7 чорний слон · c6 білий ферзь · d6 чорний кінь · a5 білий кінь · b5 чорний пішак · b4 чорний король · d4 білий пішак · d3 біла тура · e3 чорний пішак · b2 білий кінь · c2 білий король · a1 біла тура | c8 чорна тура · d8 чорна тура · e8 білий слон · e7 білий слон · h7 чорний слон · c6 білий ферзь · d6 чорний кінь · a5 білий кінь · b5 чорний пішак · b4 чорний король · d4 білий пішак · d3 біла тура · e3 чорний пішак · b2 білий кінь · c2 білий король · a1 біла тура | c8 чорна тура · d8 чорна тура · e8 білий слон · e7 білий слон · h7 чорний слон · c6 білий ферзь · d6 чорний кінь · a5 білий кінь · b5 чорний пішак · b4 чорний король · d4 білий пішак · d3 біла тура · e3 чорний пішак · b2 білий кінь · c2 білий король · a1 біла тура | 7 |
| 6 | c8 чорна тура · d8 чорна тура · e8 білий слон · e7 білий слон · h7 чорний слон · c6 білий ферзь · d6 чорний кінь · a5 білий кінь · b5 чорний пішак · b4 чорний король · d4 білий пішак · d3 біла тура · e3 чорний пішак · b2 білий кінь · c2 білий король · a1 біла тура | c8 чорна тура · d8 чорна тура · e8 білий слон · e7 білий слон · h7 чорний слон · c6 білий ферзь · d6 чорний кінь · a5 білий кінь · b5 чорний пішак · b4 чорний король · d4 білий пішак · d3 біла тура · e3 чорний пішак · b2 білий кінь · c2 білий король · a1 біла тура | c8 чорна тура · d8 чорна тура · e8 білий слон · e7 білий слон · h7 чорний слон · c6 білий ферзь · d6 чорний кінь · a5 білий кінь · b5 чорний пішак · b4 чорний король · d4 білий пішак · d3 біла тура · e3 чорний пішак · b2 білий кінь · c2 білий король · a1 біла тура | c8 чорна тура · d8 чорна тура · e8 білий слон · e7 білий слон · h7 чорний слон · c6 білий ферзь · d6 чорний кінь · a5 білий кінь · b5 чорний пішак · b4 чорний король · d4 білий пішак · d3 біла тура · e3 чорний пішак · b2 білий кінь · c2 білий король · a1 біла тура | c8 чорна тура · d8 чорна тура · e8 білий слон · e7 білий слон · h7 чорний слон · c6 білий ферзь · d6 чорний кінь · a5 білий кінь · b5 чорний пішак · b4 чорний король · d4 білий пішак · d3 біла тура · e3 чорний пішак · b2 білий кінь · c2 білий король · a1 біла тура | c8 чорна тура · d8 чорна тура · e8 білий слон · e7 білий слон · h7 чорний слон · c6 білий ферзь · d6 чорний кінь · a5 білий кінь · b5 чорний пішак · b4 чорний король · d4 білий пішак · d3 біла тура · e3 чорний пішак · b2 білий кінь · c2 білий король · a1 біла тура | c8 чорна тура · d8 чорна тура · e8 білий слон · e7 білий слон · h7 чорний слон · c6 білий ферзь · d6 чорний кінь · a5 білий кінь · b5 чорний пішак · b4 чорний король · d4 білий пішак · d3 біла тура · e3 чорний пішак · b2 білий кінь · c2 білий король · a1 біла тура | c8 чорна тура · d8 чорна тура · e8 білий слон · e7 білий слон · h7 чорний слон · c6 білий ферзь · d6 чорний кінь · a5 білий кінь · b5 чорний пішак · b4 чорний король · d4 білий пішак · d3 біла тура · e3 чорний пішак · b2 білий кінь · c2 білий король · a1 біла тура | 6 |
| 5 | c8 чорна тура · d8 чорна тура · e8 білий слон · e7 білий слон · h7 чорний слон · c6 білий ферзь · d6 чорний кінь · a5 білий кінь · b5 чорний пішак · b4 чорний король · d4 білий пішак · d3 біла тура · e3 чорний пішак · b2 білий кінь · c2 білий король · a1 біла тура | c8 чорна тура · d8 чорна тура · e8 білий слон · e7 білий слон · h7 чорний слон · c6 білий ферзь · d6 чорний кінь · a5 білий кінь · b5 чорний пішак · b4 чорний король · d4 білий пішак · d3 біла тура · e3 чорний пішак · b2 білий кінь · c2 білий король · a1 біла тура | c8 чорна тура · d8 чорна тура · e8 білий слон · e7 білий слон · h7 чорний слон · c6 білий ферзь · d6 чорний кінь · a5 білий кінь · b5 чорний пішак · b4 чорний король · d4 білий пішак · d3 біла тура · e3 чорний пішак · b2 білий кінь · c2 білий король · a1 біла тура | c8 чорна тура · d8 чорна тура · e8 білий слон · e7 білий слон · h7 чорний слон · c6 білий ферзь · d6 чорний кінь · a5 білий кінь · b5 чорний пішак · b4 чорний король · d4 білий пішак · d3 біла тура · e3 чорний пішак · b2 білий кінь · c2 білий король · a1 біла тура | c8 чорна тура · d8 чорна тура · e8 білий слон · e7 білий слон · h7 чорний слон · c6 білий ферзь · d6 чорний кінь · a5 білий кінь · b5 чорний пішак · b4 чорний король · d4 білий пішак · d3 біла тура · e3 чорний пішак · b2 білий кінь · c2 білий король · a1 біла тура | c8 чорна тура · d8 чорна тура · e8 білий слон · e7 білий слон · h7 чорний слон · c6 білий ферзь · d6 чорний кінь · a5 білий кінь · b5 чорний пішак · b4 чорний король · d4 білий пішак · d3 біла тура · e3 чорний пішак · b2 білий кінь · c2 білий король · a1 біла тура | c8 чорна тура · d8 чорна тура · e8 білий слон · e7 білий слон · h7 чорний слон · c6 білий ферзь · d6 чорний кінь · a5 білий кінь · b5 чорний пішак · b4 чорний король · d4 білий пішак · d3 біла тура · e3 чорний пішак · b2 білий кінь · c2 білий король · a1 біла тура | c8 чорна тура · d8 чорна тура · e8 білий слон · e7 білий слон · h7 чорний слон · c6 білий ферзь · d6 чорний кінь · a5 білий кінь · b5 чорний пішак · b4 чорний король · d4 білий пішак · d3 біла тура · e3 чорний пішак · b2 білий кінь · c2 білий король · a1 біла тура | 5 |
| 4 | c8 чорна тура · d8 чорна тура · e8 білий слон · e7 білий слон · h7 чорний слон · c6 білий ферзь · d6 чорний кінь · a5 білий кінь · b5 чорний пішак · b4 чорний король · d4 білий пішак · d3 біла тура · e3 чорний пішак · b2 білий кінь · c2 білий король · a1 біла тура | c8 чорна тура · d8 чорна тура · e8 білий слон · e7 білий слон · h7 чорний слон · c6 білий ферзь · d6 чорний кінь · a5 білий кінь · b5 чорний пішак · b4 чорний король · d4 білий пішак · d3 біла тура · e3 чорний пішак · b2 білий кінь · c2 білий король · a1 біла тура | c8 чорна тура · d8 чорна тура · e8 білий слон · e7 білий слон · h7 чорний слон · c6 білий ферзь · d6 чорний кінь · a5 білий кінь · b5 чорний пішак · b4 чорний король · d4 білий пішак · d3 біла тура · e3 чорний пішак · b2 білий кінь · c2 білий король · a1 біла тура | c8 чорна тура · d8 чорна тура · e8 білий слон · e7 білий слон · h7 чорний слон · c6 білий ферзь · d6 чорний кінь · a5 білий кінь · b5 чорний пішак · b4 чорний король · d4 білий пішак · d3 біла тура · e3 чорний пішак · b2 білий кінь · c2 білий король · a1 біла тура | c8 чорна тура · d8 чорна тура · e8 білий слон · e7 білий слон · h7 чорний слон · c6 білий ферзь · d6 чорний кінь · a5 білий кінь · b5 чорний пішак · b4 чорний король · d4 білий пішак · d3 біла тура · e3 чорний пішак · b2 білий кінь · c2 білий король · a1 біла тура | c8 чорна тура · d8 чорна тура · e8 білий слон · e7 білий слон · h7 чорний слон · c6 білий ферзь · d6 чорний кінь · a5 білий кінь · b5 чорний пішак · b4 чорний король · d4 білий пішак · d3 біла тура · e3 чорний пішак · b2 білий кінь · c2 білий король · a1 біла тура | c8 чорна тура · d8 чорна тура · e8 білий слон · e7 білий слон · h7 чорний слон · c6 білий ферзь · d6 чорний кінь · a5 білий кінь · b5 чорний пішак · b4 чорний король · d4 білий пішак · d3 біла тура · e3 чорний пішак · b2 білий кінь · c2 білий король · a1 біла тура | c8 чорна тура · d8 чорна тура · e8 білий слон · e7 білий слон · h7 чорний слон · c6 білий ферзь · d6 чорний кінь · a5 білий кінь · b5 чорний пішак · b4 чорний король · d4 білий пішак · d3 біла тура · e3 чорний пішак · b2 білий кінь · c2 білий король · a1 біла тура | 4 |
| 3 | c8 чорна тура · d8 чорна тура · e8 білий слон · e7 білий слон · h7 чорний слон · c6 білий ферзь · d6 чорний кінь · a5 білий кінь · b5 чорний пішак · b4 чорний король · d4 білий пішак · d3 біла тура · e3 чорний пішак · b2 білий кінь · c2 білий король · a1 біла тура | c8 чорна тура · d8 чорна тура · e8 білий слон · e7 білий слон · h7 чорний слон · c6 білий ферзь · d6 чорний кінь · a5 білий кінь · b5 чорний пішак · b4 чорний король · d4 білий пішак · d3 біла тура · e3 чорний пішак · b2 білий кінь · c2 білий король · a1 біла тура | c8 чорна тура · d8 чорна тура · e8 білий слон · e7 білий слон · h7 чорний слон · c6 білий ферзь · d6 чорний кінь · a5 білий кінь · b5 чорний пішак · b4 чорний король · d4 білий пішак · d3 біла тура · e3 чорний пішак · b2 білий кінь · c2 білий король · a1 біла тура | c8 чорна тура · d8 чорна тура · e8 білий слон · e7 білий слон · h7 чорний слон · c6 білий ферзь · d6 чорний кінь · a5 білий кінь · b5 чорний пішак · b4 чорний король · d4 білий пішак · d3 біла тура · e3 чорний пішак · b2 білий кінь · c2 білий король · a1 біла тура | c8 чорна тура · d8 чорна тура · e8 білий слон · e7 білий слон · h7 чорний слон · c6 білий ферзь · d6 чорний кінь · a5 білий кінь · b5 чорний пішак · b4 чорний король · d4 білий пішак · d3 біла тура · e3 чорний пішак · b2 білий кінь · c2 білий король · a1 біла тура | c8 чорна тура · d8 чорна тура · e8 білий слон · e7 білий слон · h7 чорний слон · c6 білий ферзь · d6 чорний кінь · a5 білий кінь · b5 чорний пішак · b4 чорний король · d4 білий пішак · d3 біла тура · e3 чорний пішак · b2 білий кінь · c2 білий король · a1 біла тура | c8 чорна тура · d8 чорна тура · e8 білий слон · e7 білий слон · h7 чорний слон · c6 білий ферзь · d6 чорний кінь · a5 білий кінь · b5 чорний пішак · b4 чорний король · d4 білий пішак · d3 біла тура · e3 чорний пішак · b2 білий кінь · c2 білий король · a1 біла тура | c8 чорна тура · d8 чорна тура · e8 білий слон · e7 білий слон · h7 чорний слон · c6 білий ферзь · d6 чорний кінь · a5 білий кінь · b5 чорний пішак · b4 чорний король · d4 білий пішак · d3 біла тура · e3 чорний пішак · b2 білий кінь · c2 білий король · a1 біла тура | 3 |
| 2 | c8 чорна тура · d8 чорна тура · e8 білий слон · e7 білий слон · h7 чорний слон · c6 білий ферзь · d6 чорний кінь · a5 білий кінь · b5 чорний пішак · b4 чорний король · d4 білий пішак · d3 біла тура · e3 чорний пішак · b2 білий кінь · c2 білий король · a1 біла тура | c8 чорна тура · d8 чорна тура · e8 білий слон · e7 білий слон · h7 чорний слон · c6 білий ферзь · d6 чорний кінь · a5 білий кінь · b5 чорний пішак · b4 чорний король · d4 білий пішак · d3 біла тура · e3 чорний пішак · b2 білий кінь · c2 білий король · a1 біла тура | c8 чорна тура · d8 чорна тура · e8 білий слон · e7 білий слон · h7 чорний слон · c6 білий ферзь · d6 чорний кінь · a5 білий кінь · b5 чорний пішак · b4 чорний король · d4 білий пішак · d3 біла тура · e3 чорний пішак · b2 білий кінь · c2 білий король · a1 біла тура | c8 чорна тура · d8 чорна тура · e8 білий слон · e7 білий слон · h7 чорний слон · c6 білий ферзь · d6 чорний кінь · a5 білий кінь · b5 чорний пішак · b4 чорний король · d4 білий пішак · d3 біла тура · e3 чорний пішак · b2 білий кінь · c2 білий король · a1 біла тура | c8 чорна тура · d8 чорна тура · e8 білий слон · e7 білий слон · h7 чорний слон · c6 білий ферзь · d6 чорний кінь · a5 білий кінь · b5 чорний пішак · b4 чорний король · d4 білий пішак · d3 біла тура · e3 чорний пішак · b2 білий кінь · c2 білий король · a1 біла тура | c8 чорна тура · d8 чорна тура · e8 білий слон · e7 білий слон · h7 чорний слон · c6 білий ферзь · d6 чорний кінь · a5 білий кінь · b5 чорний пішак · b4 чорний король · d4 білий пішак · d3 біла тура · e3 чорний пішак · b2 білий кінь · c2 білий король · a1 біла тура | c8 чорна тура · d8 чорна тура · e8 білий слон · e7 білий слон · h7 чорний слон · c6 білий ферзь · d6 чорний кінь · a5 білий кінь · b5 чорний пішак · b4 чорний король · d4 білий пішак · d3 біла тура · e3 чорний пішак · b2 білий кінь · c2 білий король · a1 біла тура | c8 чорна тура · d8 чорна тура · e8 білий слон · e7 білий слон · h7 чорний слон · c6 білий ферзь · d6 чорний кінь · a5 білий кінь · b5 чорний пішак · b4 чорний король · d4 білий пішак · d3 біла тура · e3 чорний пішак · b2 білий кінь · c2 білий король · a1 біла тура | 2 |
| 1 | c8 чорна тура · d8 чорна тура · e8 білий слон · e7 білий слон · h7 чорний слон · c6 білий ферзь · d6 чорний кінь · a5 білий кінь · b5 чорний пішак · b4 чорний король · d4 білий пішак · d3 біла тура · e3 чорний пішак · b2 білий кінь · c2 білий король · a1 біла тура | c8 чорна тура · d8 чорна тура · e8 білий слон · e7 білий слон · h7 чорний слон · c6 білий ферзь · d6 чорний кінь · a5 білий кінь · b5 чорний пішак · b4 чорний король · d4 білий пішак · d3 біла тура · e3 чорний пішак · b2 білий кінь · c2 білий король · a1 біла тура | c8 чорна тура · d8 чорна тура · e8 білий слон · e7 білий слон · h7 чорний слон · c6 білий ферзь · d6 чорний кінь · a5 білий кінь · b5 чорний пішак · b4 чорний король · d4 білий пішак · d3 біла тура · e3 чорний пішак · b2 білий кінь · c2 білий король · a1 біла тура | c8 чорна тура · d8 чорна тура · e8 білий слон · e7 білий слон · h7 чорний слон · c6 білий ферзь · d6 чорний кінь · a5 білий кінь · b5 чорний пішак · b4 чорний король · d4 білий пішак · d3 біла тура · e3 чорний пішак · b2 білий кінь · c2 білий король · a1 біла тура | c8 чорна тура · d8 чорна тура · e8 білий слон · e7 білий слон · h7 чорний слон · c6 білий ферзь · d6 чорний кінь · a5 білий кінь · b5 чорний пішак · b4 чорний король · d4 білий пішак · d3 біла тура · e3 чорний пішак · b2 білий кінь · c2 білий король · a1 біла тура | c8 чорна тура · d8 чорна тура · e8 білий слон · e7 білий слон · h7 чорний слон · c6 білий ферзь · d6 чорний кінь · a5 білий кінь · b5 чорний пішак · b4 чорний король · d4 білий пішак · d3 біла тура · e3 чорний пішак · b2 білий кінь · c2 білий король · a1 біла тура | c8 чорна тура · d8 чорна тура · e8 білий слон · e7 білий слон · h7 чорний слон · c6 білий ферзь · d6 чорний кінь · a5 білий кінь · b5 чорний пішак · b4 чорний король · d4 білий пішак · d3 біла тура · e3 чорний пішак · b2 білий кінь · c2 білий король · a1 біла тура | c8 чорна тура · d8 чорна тура · e8 білий слон · e7 білий слон · h7 чорний слон · c6 білий ферзь · d6 чорний кінь · a5 білий кінь · b5 чорний пішак · b4 чорний король · d4 білий пішак · d3 біла тура · e3 чорний пішак · b2 білий кінь · c2 білий король · a1 біла тура | 1 |
|   | a | b | c | d | e | f | g | h |   |

1. Kb1? ~ 2. Db5# (A), 1. ... Td7!
1. Kc1? ~ 2. Tb3# (B), 1. ... Lg8!
1. Lh4! ~ 2. Le1#
1. ... Sc4 2. Db5# (A)
1. ... Se4 2. Tb3# (B)